# Steuer Jónás Gyula
Steuer Jónás Gyula (Kemenessömjén, 1841 – Budapest, 1913. március 11.) kávéház-tulajdonos, az egyik legismertebb régi fővárosi kávésdinasztia, a Steuer család atyja.

## Életútja

### A kezdetek
Igazi selfmademanként tisztelték korában azt az embert, aki gyerekkorát Celldömölkön, abban a Vas vármegyei kisvárosban töltötte, ahol édesapjának úgynevezett beszállóvendéglője volt. Pikolóként már igen korán hordta a pincéből a vendégekhez az italokat. Kamaszkora derekán édesapja ismerősének köszönhetően a nagy hírű bécsi Daum kávéházba került. Tanulóként végigjárta a ranglétra valamennyi fokozatát, s rövidesen a kávéház egyik meghatározó személyévé tudott válni szorgalmának, tisztelettudó modorának, és legfőképpen rátermettségének köszönhetően. Daum révén került Budapestre 14 év múltán, ahol 1869-ben a Duna-parti Európa Szálló kávéházának lett a főpincére. Hamarosan azonban önállósította magát, és megtakarított pénzén a Kálvin téren megvásárolta a Két Oroszlán Szálloda bérleti jogát. A szálloda kedvelt volt Pest-szerte a maga 32 szobájával, sőt a szállodának külön berendezett első osztályú istállói is voltak, ahol rövid ideig elszállásolták a magyar lólegendát, magát Kincsemet is. 
1875-ben nyitotta meg a Duna-parti Lloyd kávéházat, amelynek márvány oszlopsorai és abban a korban feltűnő nagy ablakai révén igen kedvelt hellyé vált, nem csak a Dunakorzó közönsége számára.

### Fiume kávéház
Nyughatatlan természete továbbvitte, és nyolc évvel később, 1883-ban a Múzeum körúton megalapította a Fiume kávéházat, amelynek egyik forradalmi újítása volt, hogy nem volt zárórája. A tágas helyiséget az előd, a Lloyd kávéházhoz hasonlóan kettős márvány oszlopsorokkal osztották fel kisebb egységekre. Bécsből hozatott szellőztetőberendezés keringtette és biztosította a jó és állandóan friss levegőt a helyiségben. A kávéház megalakulásától fogva irodalmi és a szemben lévő egyetem révén a tudományos körök alkották az állandó törzsvendégkört. Az irodalom akkori jelesei közül Herczeg Ferenc, az Ábrányiak, Reviczky Gyula, Tóth Béla, a Rákosi testvérek alkották a nevezetes asztaltársaságokat, míg a tudósvilágból állandó asztallal bírt dr. Petrik Ottó a közegészségügy akkori nagy ismerője, Jónás Ödön gépészmérnök, tanár, Zielinski Szilárd építőmérnök, műegyetemi tanár, a magyarországi vasbetonépítés úttörője, Klupathy Jenő, aki a világon az első megismétlője volt Wilhelm Conrad Röntgen vizsgálatainak. Asztaltársaságuk volt a sarkon álló Nemzeti Színház színészeknek, újságíróknak, színikritikusoknak, és külön asztaltársasága volt a színház vezérkarának, s többször itt tárgyalták meg az esti előadás dolgait egymás között. Az akkor még főképpen német ajkú Pesten ez volt az első olyan kávéház, ahol csak magyarul lehetett rendelni. Sőt a fővárosi nagyobb lapok mellett, itt már lehetett olvasni a jelentősebb vidéki városok lapjait is.

### Az Abbázia kávéház időszaka
Amikor már a Fiume kávéház jól működött, bejáratódott, és kellően jövedelmezett, megalapította az Andrássy út 49. sz. alatt jegyzett Abbázia kávéházat, az Oktogon sarkán, és 1888. január 1-i hatállyal megkapta az engedélyt a kávéház megnyitására.
A Fiume kávéházat rábízta legidősebb fiára, Marcellra (1875-1944), aki apja hívásának eleget téve érkezett vissza nem sokkal korábban Párizsból, ahol egy neves ottani kávéház főpincérekén működött, hogy igazi európai rálátású szakmai műveltségre, kitanultságra tegyen szert. Amíg apja az Abbáziát irányította, addig Marcell vitte a Fiumét, és társtulajdonosként Steuer Gyula öccse, Sándor egészen a Fiume 1907-ben történő eladásáig. Marcellt 1908. december 18-án vette maga mellé édesapja társtulajdonosnak az Abbázia kávéházba. A megnyíló vendéglátóhely igen gyorsan lett a főváros egyik legnevezetesebb kávéháza.
Az Abbázia hatalmas tükörfala, (a Monarchia legnagyobb egybeszabott tükre) legendás és akkor modernnek számító berendezése mellett az igazi áttörést a forgalom terén Eötvös Károly áttelepülése hozta meg, aki az akkor egyeduralmi helyzetben lévő Terézvárosi kaszinóból helyezte át a székhelyét az Abbáziába. Az ovális márványasztalánál, a „vajda”-asztal körül olyan urak lettek törzsvendégek, mint gróf Károlyi Gábor, Olay Lajos, Visontay Soma, vagy az akkori becenevén ismert Madarász Viktor „apó”, vagy később gróf Zichy Jenő, gróf Zichy Herman, Rakovszky István stb., stb. Eötvös asztaltársasága alapította ezen a helyen az ún. Demokrata-kört.
A századforduló környékén a képzőművészek számára lett a leglátogatottabb törzskávéház az Abbázia, az általuk létrehozott ún. „Új Magyar Pantheon” asztaltársaságnak olyan tagjai voltak, mint Csók István, Fényes Adolf, Ferenczy Károly, Herman Lipót, Kernstok Károly, Lechner Ödön és Szinyei Merse Pál.

### A Steuer családról
72 esztendősen, s közel hat évtizedes szakadatlan munka után, hirtelen érte a halál 1913 márciusában. Temetését Hevesi Simon rabbi vezette le. Sírjánál megjelent az akkori Magyarország író-, költő-, művésztársadalma mellett a kor számos jelentős politikusa is, Vaszilievits János alpolgármester, sőt néhányan a diplomáciai testület tagjai közül is. Az Abbáziát fia Marcell és második felesége vitte tovább, majd özvegyének halálát követően (1920) a második házasságából származó legidősebb fiúgyermek, Loránd (1888-1951) társult be Marcell mellé. A kávéházat a második világháború alatt a család fokozatosan elveszítette, s az „árjásítás” során 1942 januárjától már semmi kapcsolata sem volt általuk alapított, létrehozott, és több mint negyven éven át üzemben tartott kávézóhoz. A kávéházra az új kijelölt ügyvezető direktor tett vételi ajánlatot 1943-ban, majd mélyen áron alul, 300 000 pengőért megvásárolta a jogutódként fellépő vitéz Miklós József.
Steuer Marcell (1875-1944) a nyilas terror áldozata lett, míg öccsét, Lorándot (1888-1951), aki 1945-től az államosításig jegyezte a kávéházat, kitelepítették. A család rövid időn belül kétszer is elvesztette az Abbázia kávéházat, és ennek kapcsán a kávéházat vezető két fiúgyermek is a történelem áldozata lett.